# Eumerella-Kriege
Der gewalttätige Konflikt zwischen englischen Kolonisatoren und den Aborigines der Gunditjmara in Victoria ging als Eumerella-Krieg (englisch: Eumerella Wars) in die australische Geschichte ein.

## Geschichte
Die Gunditjmara lebten in 30 bis 40 runden Steinhäusern. Es wird davon ausgegangen, dass sie in ihrem Gebiet seit mehr als 30.000 Jahren lebten. Sie bauten bereits vor tausenden von Jahren Kanäle, um das Wasser des Darlots-Creek in die von ihnen angelegten Fischzuchtbecken für Aale zu leiten. 
Als die Europäer in das Stammesgebiet der Gunditjmara in den 1830er Jahren eindrangen, dauerten die gewalttätigen Auseinandersetzungen mehr als 20 Jahre an. Die Auseinandersetzungen eskalierten nach dem Convincing-Ground-Massaker im Jahre 1834 nach einem Streit über einen gestrandeten Wal, in dem bis zu 200 Aborigines getötet wurden. Es sind 57 gewalttätige Konflikte im Eumeralla-Krieg mit zahlreichen Toten überliefert. Sie fanden ihr Ende, als die Aborigines von der Regierung des Bundesstaates Victoria aus ihrem angestammten Gebiet oder in die im Jahre 1867 von der Anglikanischen Mission aufgebauten Lake-Condah-Mission am Lake Condah, in der Nähe ihrer früheren Aalzuchtbecken bei Mount Eccles, deportiert wurden.

## Heute
Die Baulichkeiten dieser Mission wurden in den 1950er Jahren beseitigt, als die Gunditjmara wieder in ihrem ursprünglichen Land und nach ihrer Kultur mit ihrem Schöpfungswesen der Traumzeit Budj Bim zurückkehrten, um dort zu leben. Das Land wurde ihnen im Jahre 1987 zurückgegeben. Die Budj Bim National Heritage Landscape (Tyrendarra Area) und die Budj Bim National Heritage Landscape (Mount Eccles) gelten als die frühesten und das Tyrendarra-Gebiet als größte Aquakultur Australiens und beide wurden am 20. Juli 2004 in die Australian National Heritage List aufgenommen.